# Ханга-Баба
Ханга́-Баба́ (Канга́-Баба́, Кангы́-Баба́; каз. Қанға-Баба) — древний могильник. Расположен в Мангистауской области Казахстана в 30 км к востоку от города Форт-Шевченко в Тупкараганском районе.

## Расположение
Могильник Ханга-Баба находится в одноимённом урочище. Рядом с ним проходил древний караванный путь, ведущий от Каспия через плато Устюрт в Хорезм. Местность примечательна большим количеством родников. До 1950-х годов в урочище произрастали обильные рощи шелковичных деревьев.
Советский археолог С. П. Толстов связывал могильник с древним городом Ханга, являвшимся западным бастионом Хорезма.

## Название
Участник Каратауской географической экспедиции Б. Ф. Залесский сообщал, что кладбище и урочище получили название в честь туркменского святого, известного под именем Ханга-Баба.
Современные казахстанские источники связывают топоним Ханга с этнонимом канглы — средневекового тюркского племени.

## Исследования
В 1850-х гг. Ханга-Бабу в составе Каратауской экспедиции посетил Т. Г. Шевченко, сделавший зарисовку центральной части могильника. В это время на территории ещё продолжали появляться новые захоронения. В 1870 году русский офицер Н. П. Ломакин составил краткое описание Ханга-Бабы в ходе рекогносцировки Мангышлакского полуострова. Подробное исследование всей территории могильника было проведено в 1973 году экспедицией Казахстанского общества охраны памятников истории и культуры под руководством М. Мендикулова.

## Описание
Могильник состоит из трёх частей. В первых двух присутствуют туркменские и казахские памятники, в последней только туркменские. Туркменские памятники представляют собой небольшие каменные плиты, на которых выбиты стилизованные изображения сабель и аяты Корана. Казахские памятники — более узорчатые, богатые геометрическими орнаментами. В центральной части могильника располагаются руины портально-купольного мавзолея, ещё стоявшего во время приезда Шевченко.
Рядом с могилами находятся руины туркменской мечети. Четырёхугольное здание включало в себя молитвенный зал и несколько дополнительных комнат. Стены сложены из плоских камней. Датировка сооружения не определена. Неподалёку сохранились остатки стен ещё нескольких зданий.

## Зарисовки Тараса Шевченко

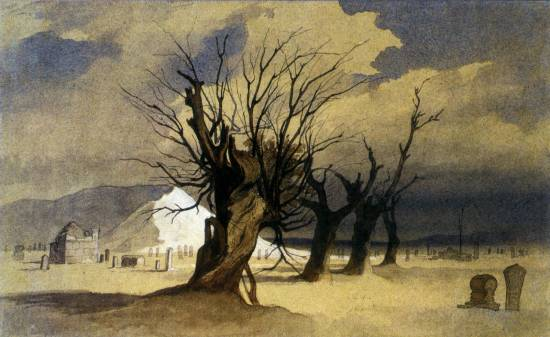
Ханга-Баба (22 мая 1851 — июль 1857)
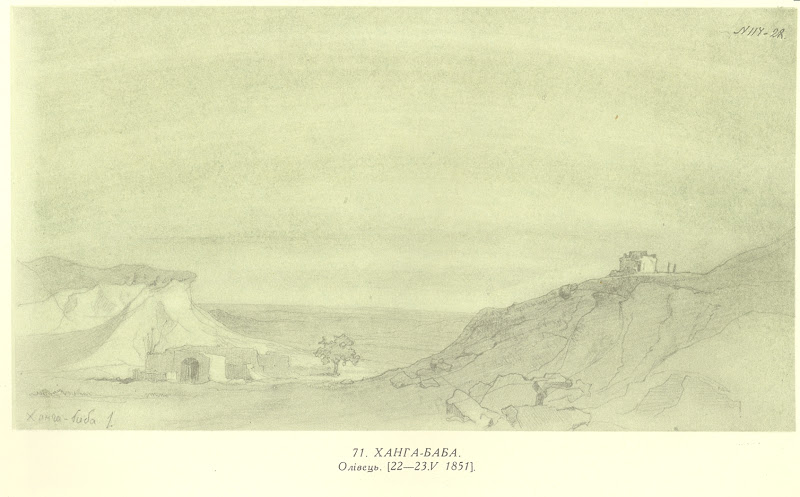
Ханга-Баба (22—23 мая 1851)
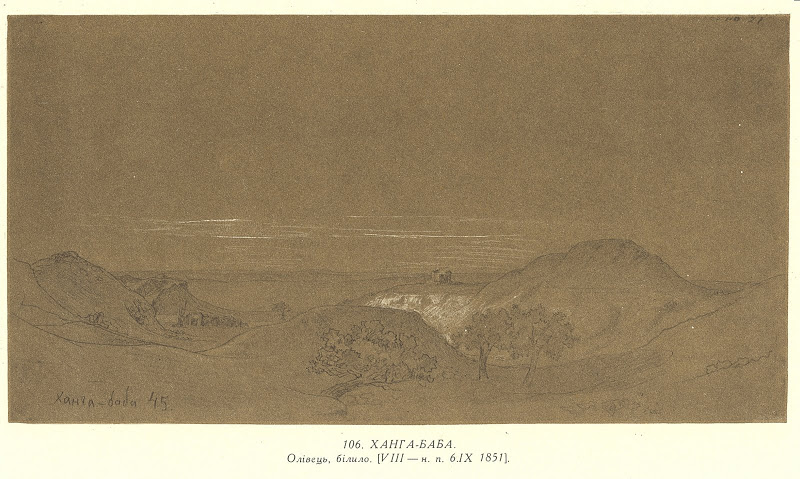
Ханга-Баба (август — 6 сентября 1851)
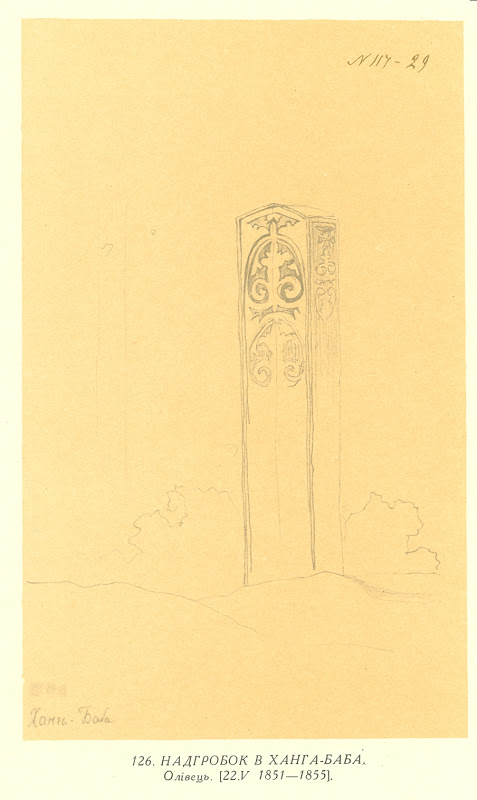
Надгробие в Ханга-Баба (22 мая 1851 — 1855)
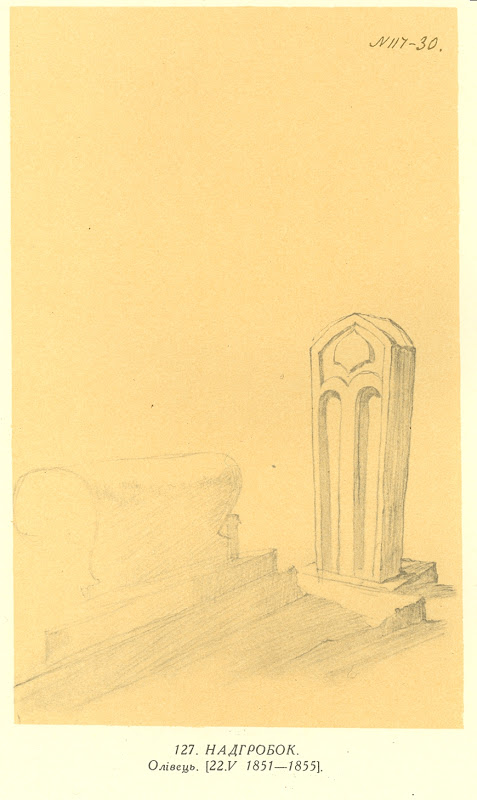
Надгробие (22 мая 1851 — 1855)
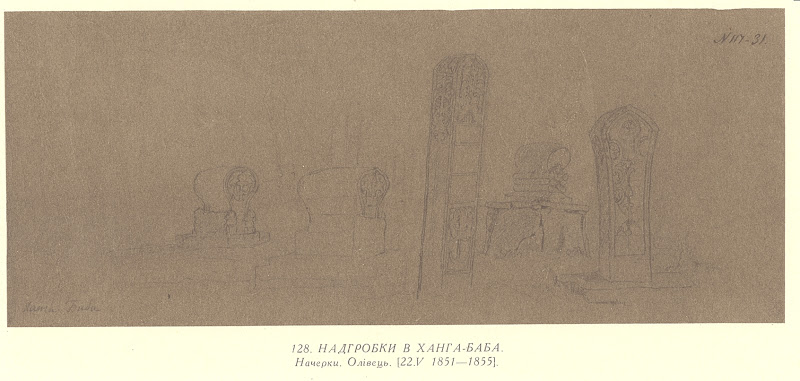
Надгробия в Ханга-Баба (22 мая 1851 — 1855)
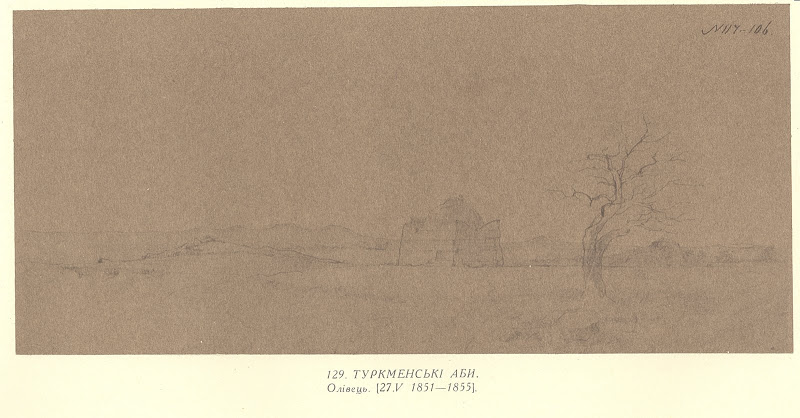
Туркменские абы (22 мая 1851 — 1855)